# Tetraclorur de titani

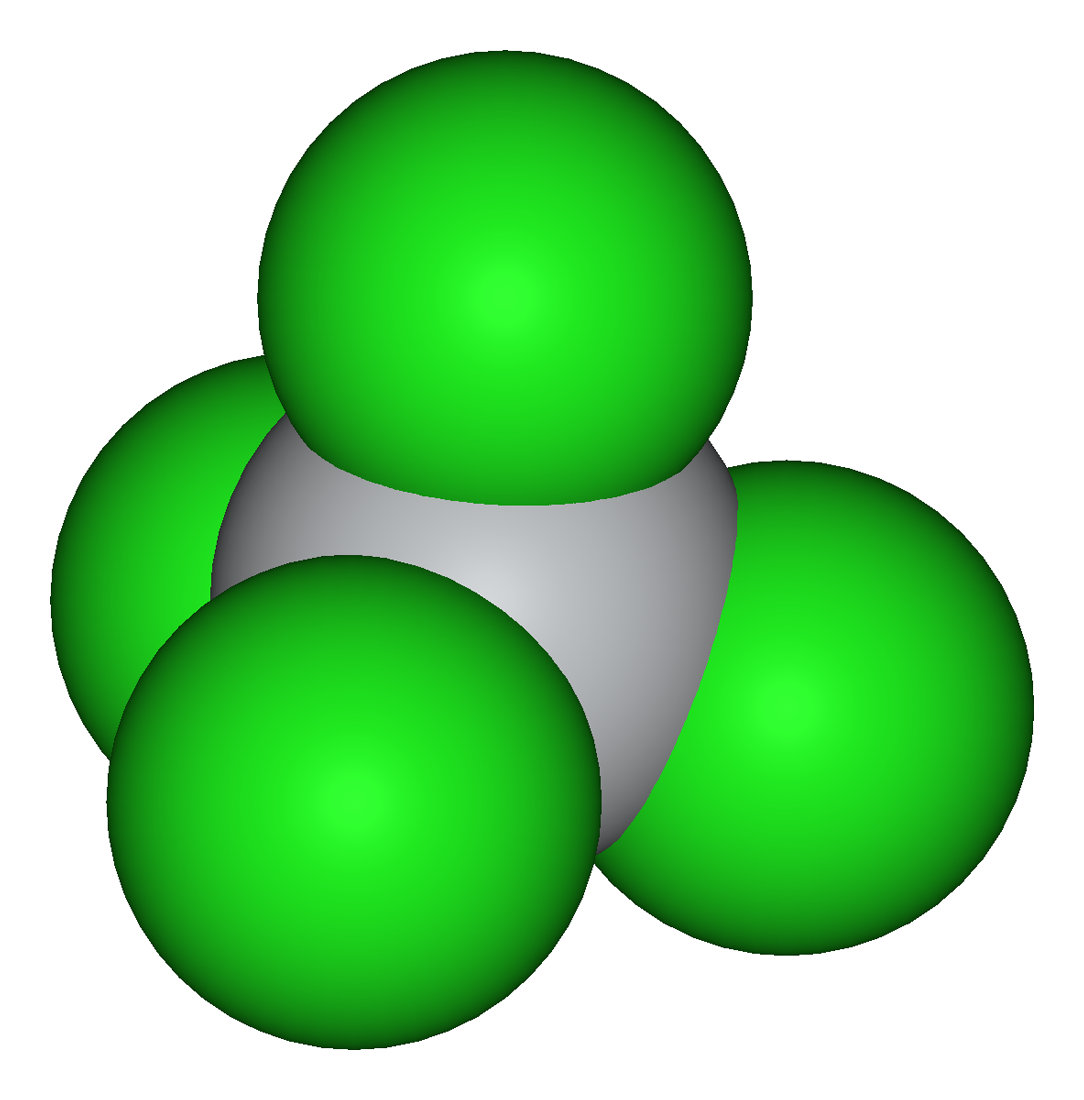
Estructura

El tetraclorur de titani, en anglès:Titanium tetrachloride, és el compost inorgànic amb la fórmula química TiCl₄. És un important intermedi en la producció de metall titani i el pigment diòxid de titani. TiCl₄ és un inusual exemple d'halur metàl·lic amb alta volatilitat química. En contacte amb l'aire forma espectaculars núvols opacs de diòxid de titani (TiO₂) i àcid clorhídric (HCl). En anglès de vegades s'anomena un "tickle" per la semblança fonètica de la seva fórmula molecular (TiCl₄).

## Propietats i estructura
El TiCl₄ és un líquid destil·lable dens i generalment incolor. El que sigui líquid a la temperatura d'una habitació es reflecteix en la seva estructura molecular. El Ti4+ té els mateixos nombres d'electrons que els d'un gas inert. La seva estructura és tetrahèdrica.
El TiCl₄ és soluble en toluè i clorocarbonis.

## Producció
Es produeix TiCl₄ pel procés clorur, el qual implica la reducció de les menes dòxid de titani, típicament la ilmenita (FeTiO₃) amb carboni sota un flux de clor a 900 °C. Les impureses es treuen per destil·lació.
2 FeTiO₃ + 7 Cl₂ + 6 C → 2 TiCl₄ + 2 FeCl₃ + 6 CO

## Aplicacions
- Producció de metall titani

Etapa final del procés Kroll:
2 Mg + TiCl₄ → 2 MgCl₂ + Ti
- Producció d'òxid de titani, al voltant del 90% de la producció de TiCl₄ es fa servir per a fer els pigment diòxid de titani (TiO₂). La producció implica hidròlisi del TiCl₄, en un procés que forma clorur d'hidrogen:[4]

TiCl₄ + 2 H₂O → TiO₂ + 4 HCl
- Pantalles de fums (usades abans en les guerres navals) que tenen poca tendència a aixecar-se.[5]

- Com reactiu en reaccions químiques, forma derivats com els de la imatge de sota

## Toxicitat
Els perills del tetraclorur de titani generalment són deguts al fet que pot alliberar àcid clorhídric (HCl).